# Granau (Halle (Saale))

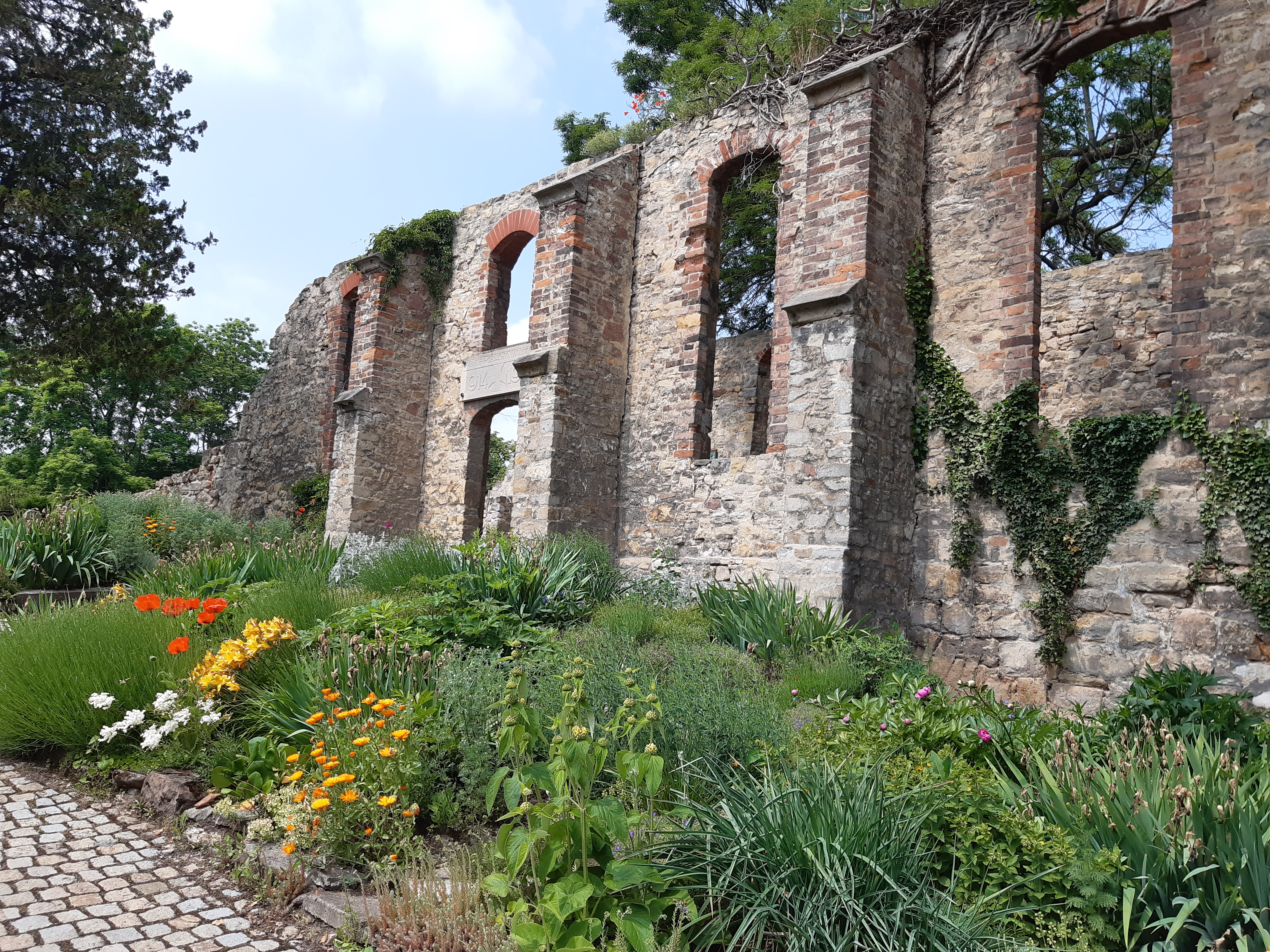
Kirchenruine Granau

Granau ist eine Wüstung bei Nietleben, Stadtteil von Halle (Saale) in Sachsen-Anhalt, Deutschland. Das ehemalige Dorf ist bekannt durch die Kirchenruine Granau mit zugehörigem Friedhof.

## Geschichte

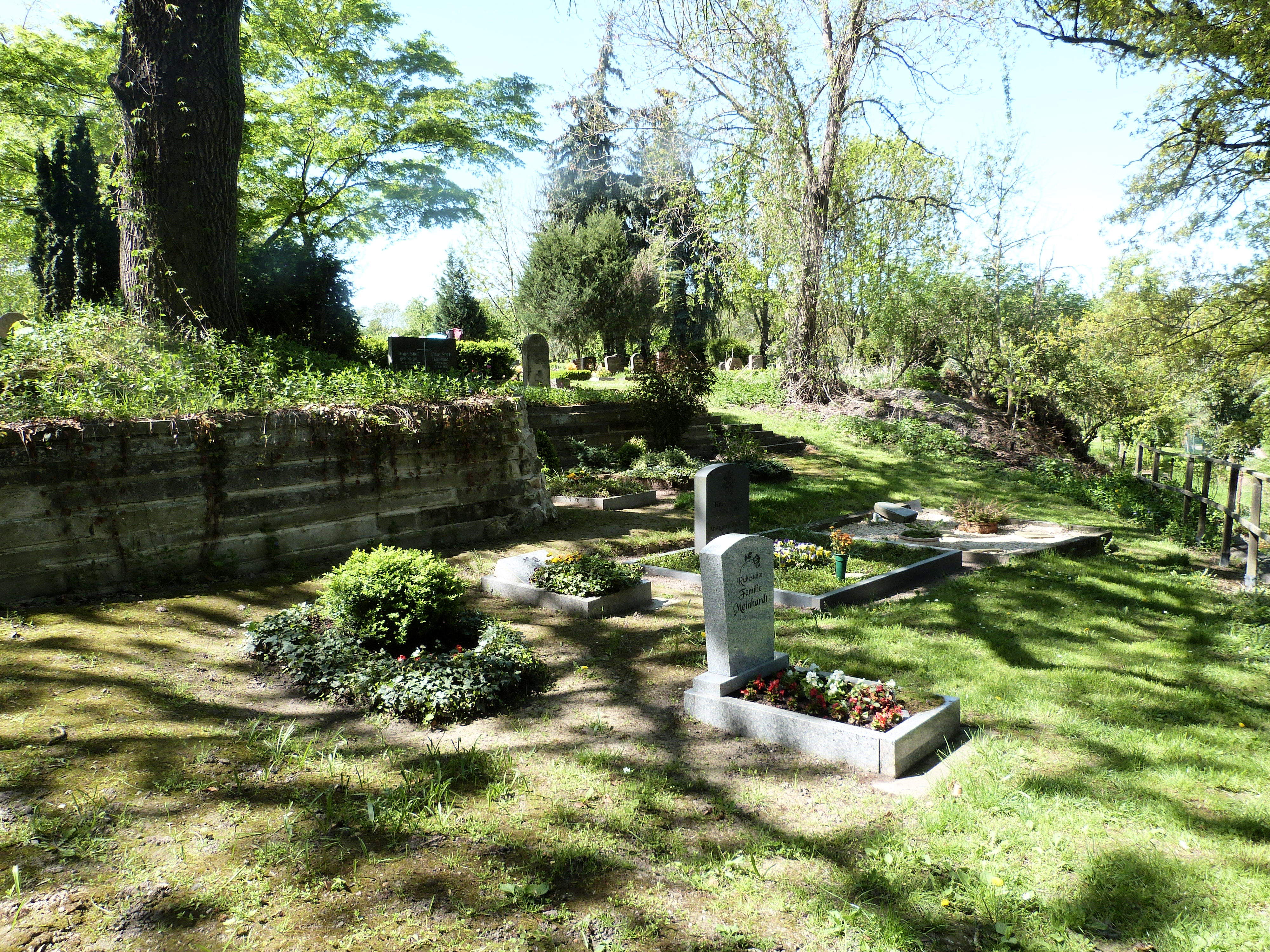
Friedhof zu Granau

Granau war eine slawische Siedlung auf feuchtem Boden. Es war das Kirchdorf des nahen Nietleben und für die meiste Zeit das bedeutendere der beiden Dörfer. Eingepfarrt war Granau nach Lettin. 
Urkundlich wurde Granau am 14. Februar 1182 zum ersten Mal erwähnt, als Erzbischof Wichmann dem Kloster Neuwerk zu Halle u. a. eine Hufe zu Wranowe als Besitz bestätigte. 
In einer Fehde des Erzbischofs Bernhards mit dem Landsberger Markgrafen Dietrich wurde das Dorf im Jahre 1278 vollständig niedergebrannt, aber danach wieder aufgebaut. Im Jahre 1444 war Granau im Besitz des hallischen Stadthauptmannes Henning Strobart.
Der Magdeburger Erzbischof Friedrich III. belehnte wiederholt Edelleute mit Gütern zu Granau. Dabei wurde das Dorf wie folgt urkundlich erwähnt: 1445 als Granouwe, ebenfalls 1446 als Granowe, 1447 als Wranowe und Wranouw, 1449 als Granowe, um 1450 als Wranow, 1452 als Granau und Granowe und 1452 als Granau sowie 1453 als Granowe. Weiterhin wurde es von ihm 1454 als Granaue, 1456 als Wranowe und 1458 als Granowe sowie 1460 als Granowe erwähnt. Zuletzt nannte er das Dorf 1464 als Granowe. In diesen Erwähnungen sind verschiedene Zinsarten von Teilgütern benannt, darunter u. a. 12 Groschen Zins aus einer Heidemark sowie Salz, das im Dorf erzeugt wurde. Granau lag nahe der Halleschen Marktplatzverwerfung, sodass Soleaufstiege hier möglich waren. 
Im Jahre 1483 waren 4,5 Hufen Land zu Granau 15 Rheinische Gulden wert, wie aus einer Kaufurkunde des hallischen Stadthauptmannes Henning Strobart überliefert ist. Das Dorf wurde 1535 in einem Grenzvertrag der Bistümer Magdeburg und Merseburg erwähnt.
Sein Ende fand Granau am 4. März 1636, als es im Dreißigjährigen Krieg von schwedischen Truppen unter Feldmarschall Banér verwüstet und in Brand gesteckt wurde. Danach wurde das Dorf nur noch als verödet beschrieben. Die Kirche wurde dabei von den Einwohnern der umliegenden Ortschaften wieder instand gesetzt und weiter unterhalten. Später verfiel auch sie.
Ab 1825 wurde vor Ort mit dem Braunkohlebergbau begonnen und dabei wurden weite Teile des Geländes um die Kirche überformt. Der alte Bach, der einst die Wasserquelle Granaus war, versiegte dabei vollständig. 
Die Kirche wurde 1923 vom halleschen Architekten Johannes Niemeyer von der Kunstgewerbeschule in Halle unter Wahrung des Ruinencharakters umgebaut und befestigt. In der Ruine wurde ein von Niemeyer entworfenes Ehrenmal in Form einer Orgel mit Altartisch für die Gefallenen des Ersten Weltkrieges errichtet, das 1924 eingeweiht wurde.
Heute ist Granau der Name einer von zwei Gewerbestraßen westlich von Halle-Nietleben. Die Kirchenruine mit ihrem Friedhof steht nördlich der Eislebener Straße. Auf dem Friedhof zu Granau wurden mehrere Historiker der Region bestattet, so u. a. Erich Neuß und Siegmar von Schultze-Galléra.